# Minister za gospodarstvo, turizem in šport Republike Slovenije
Minister za gospodarstvo, turizem in šport Republike Slovenije je politični vodja Ministrstva za gospodarstvo, turizem in šport Republike Slovenije, ki ga predlaga predsednik Vlade Republike Slovenije in imenuje Državni zbor Republike Slovenije ter je po Zakonu o Vladi Republike Slovenije član Vlade Republike Slovenije.
Trenutno položaj zaseda Matjaž Han.

## Zakonodaja
Preden je bila 27. januarja 2012 z vzpostavitvijo Ministrstva za gospodarski razvoj in tehnologijo vzpostavljena funkcija ministra za gospodarski razvoj in tehnologijo, so s tega istega področja obstajale naslednje funkcije:
- predsednik Republiškega komiteja za turizem in gostinstvo,
- predsednik Republiškega komiteja za drobno gospodarstvo,
- minister za turizem in gostinstvo,
- minister za trgovino,
- minister za industrijo in gradbeništvo,
- minister za malo gospodarstvo,
- minister za gospodarske dejavnosti,
- minister za ekonomske odnose in razvoj,
- minister za malo gospodarstvo in turizem in
- minister za gospodarstvo.

24. januarja 2023 je prišlo do reorganizacije vlade Roberta Goloba, s čimer je bil položaj preimenovan v minister za gospodarstvo, turizem in šport Republike Slovenije. Od predhodnega Ministrstva za gospodarski razvoj in tehnologijo so odvzeli področja regionalnega razvoja, tehnologije in oskrbe z naftnimi derivati ter dodali področje športa.

## Delovna področja
Delovna področja za katera je odgovoren minister za gospodarski razvoj in tehnologijo so:
- notranji trg,
- podjetništvo, konkurenčnost in tehnologija,
- turizem in internacionalizacija,
- evropska kohezijska politika in
- regionalni razvoj in evropsko teritorialno sodelovanje.

## Položaj v Evropski uniji
Minister za gospodarski razvoj in tehnologijo je član Sveta Evropske unije za konkurenčnost (COMP), ki predstavlja eno od oblik Sveta Evropske unije.

## Seznam
Seznam oseb, ki so opravljale funkcijo ministra za gospodarski razvoj in tehnologijo.

### Minister za gospodarstvo
6. vlada Republike Slovenije
- Tea Petrin (30. november 2000–19. december 2002)[4]

7. vlada Republike Slovenije
- Tea Petrin (19. december 2002–20. april 2004)[4]
- Matej Lahovnik (20. april 2004–3. december 2004)[4]

8. vlada Republike Slovenije
- Andrej Vizjak (imenovan 3. decembra 2004[8]–razrešen 7. novembra 2008[9])

9. vlada Republike Slovenije
- Matej Lahovnik (imenovan 21. novembra 2008[10]–odstopil 8. julija 2010[11])
- Darja Radić (imenovana 16. julija 2010[12]–odstopila 11. julija 2011[13])
- Mitja Gaspari (začasno pooblaščen julija 2011–razrešen 20. septembra 2011[14])

### Minister za gospodarski razvoj in tehnologijo
10. vlada Republike Slovenije
- Radovan Žerjav (imenovan 10. februarja 2012[15]–odstopil 25. januarja 2013[16])

11. vlada Republike Slovenije
- Stanko Stepišnik (imenovan 20. marca 2013[17] – razrešen 18. septembra 2014[18])

12. vlada Republike Slovenije
- Jožef Petrovič (imenovan 18. septembra 2014[18]–4. decembra 2014)
- Zdravko Počivalšek (imenovan 4. decembra 2014–13. septembra 2018)

13. vlada Republike Slovenije
- Zdravko Počivalšek (13. september 2018–13. marec 2020)

14. vlada Republike Slovenije
- Zdravko Počivalšek (13. marec 2020–1. junij 2022)

15. vlada Republike Slovenije
- Matjaž Han (1. junij 2022–24. januar 2023)

### Minister za gospodarstvo, turizem in šport
15. vlada Republike Slovenije
- Matjaž Han (24. januar 2023–)

## Galerija
- Matej Lahovnik (2004, 2008-2010)
- Andrej Vizjak (2004-2008)
- Darja Radić (2010-2011)
- Mitja Gaspari (2011)
- Radovan Žerjav (2012-2013)
- Stanko Stepišnik (2013-2014)
- Jožef Petrovič (2014)
- Zdravko Počivalšek (2014-2022)
- Matjaž Han (2022-danes)